# Cédric Klapisch
Cédric Klapisch (Neuilly-sur-Seine, 4 de setembre de 1961) és un guionista, actor, productor i director de cinema francès.
Ce qui me meut és, a part del títol d'un dels seus curtmetratges, el nom de la seva societat de producció.
Klapisch és fill d'una família jueva atea del barri parisenc del Marais. Va estudiar a l'Institut Rodin de París. Quan va acabar el batxillerat, va fer dos anys de preparació literària, opció filosofia. Va provar d'entrar a l'IDHEC (Institut d'Alts Estudis Cinematogràfics) de França, però no ho va aconseguir. Va estudiar llavors a la Universitat París III i, després, a la París VIII a Saint-Denis (Sena Saint-Denis) on es llicencià en cinema. La seva tesi sobre Tex Avery, Woody Allen i els Germans Marx es titula: «le non-sens au cinéma, 6 ème sens du 7 ème art» (el sense sentit al cinema, el 6è sentit del 7è art). Amb 23 anys, se n'anà finalment a la Universitat de Nova York durant dos anys.
Quan acabà els estudis, va treballar en diferents rodatges abans d'atrevir-se com a director dels seus propis curtmetratges. Malgrat tenir una forta cobertura mediàtica, no aconseguí l'èxit esperat. Serà gràcies a Un air de famille (1996) que, finalment, sortirà de l'ombra per integrar-se al paisatge audiovisual francès. El seu talent es va confirmar amb Una casa de bojos i Ni pour ni contre (bien au contraire).

## Filmografia
Llargmetratges
- 1991: Riens du tout
- 1995: Le Péril jeune
- 1996: Chacun cherche son chat
- 1996: Un air de famille
- 1999: Peut-être
- 2002: Una casa de bojos
- 2003: Ni pour ni contre (bien au contraire)
- 2005: Les Poupées russes
- 2008: Paris
- 2010: Aurélie Dupont danse l'espace d'un instant (treball per a la televisió), (documental)
- 2017: La nostra vida a la Borgonya
- 2019: Deux moi

Curtmetratges
- Glamour toujours
- Jack le voyeur
- 1986: In Transit
- 1989: Ce qui me meut
- 1994: 3000 scénarios contre un virus (Té dues parts: Poisson rouge i La Chambre)
- 1995: Lumière et Compagnie
- 1998: Le Ramoneur des Lilas (curtmetratge classificat com a X)

## Cameos
Tal com feia Alfred Hitchcock, Cédric Klapisch fa aparicions testimonials en les seves pel·lícules:
- In transit: Un dels tres músics a Nova York.
- Ce qui me meut: L'espectador de la sala de cine.
- Riens du tout: L'home que prova una càmera quan el nou manager, M. Lepetit (Fabrice Luchini), observa els seus treballadors.
- 3000 scénarios contre un virus: No intervé a "Le poisson rouge".
- Le Péril jeune: El jove pare a la maternitat.
- Chacun cherche son chat: Un transeünt que mira el cartell del chat perdut i diu: «de tota manera, no m'agraden els gats.»
- Un air de famille: El pare (1967) en els flashbacks
- Le Ramoneur des Lilas: El conductor
- Peut-être: El botiguer de mal humor
- Una casa de bojos: El professor de francès perdut en el moment de donar la seva classe a la Universitat de Barcelona.
- Ni pour ni contre (bien au contraire): El periodista que envia Caty filmar una entrevista.
- Les Poupées russes: El viatger de l'Eurostar que espera a l'exterior dels lavabos on Xavier (Romain Duris) s'hi ha tancat per escriure.
- Paris: L'home dalt del sostre durant el malson de Philippe i el conductor del cotxe amb l'accident de Caroline.